# FK Rosztov
Az FK Rosztov (orosz nyelven: Футбольный клуб Ростов, magyar átírásban: Futbolnij Klub Rosztov) egy orosz labdarúgócsapat Rosztov-na-Donuban, Oroszországban, jelenleg az orosz labdarúgó-bajnokság élvonalában szerepel.

## Korábbi csapatnevek
- Szelmassztroj (1930–1936)
- Szelmas (1936–1941)
- Traktor (1941–1953)
- Torpedo (1953–1957)
- Rosztszelmas (1957–2003)

2003 óta jelenlegi nevén szerepel.